# Teja a la segoviana

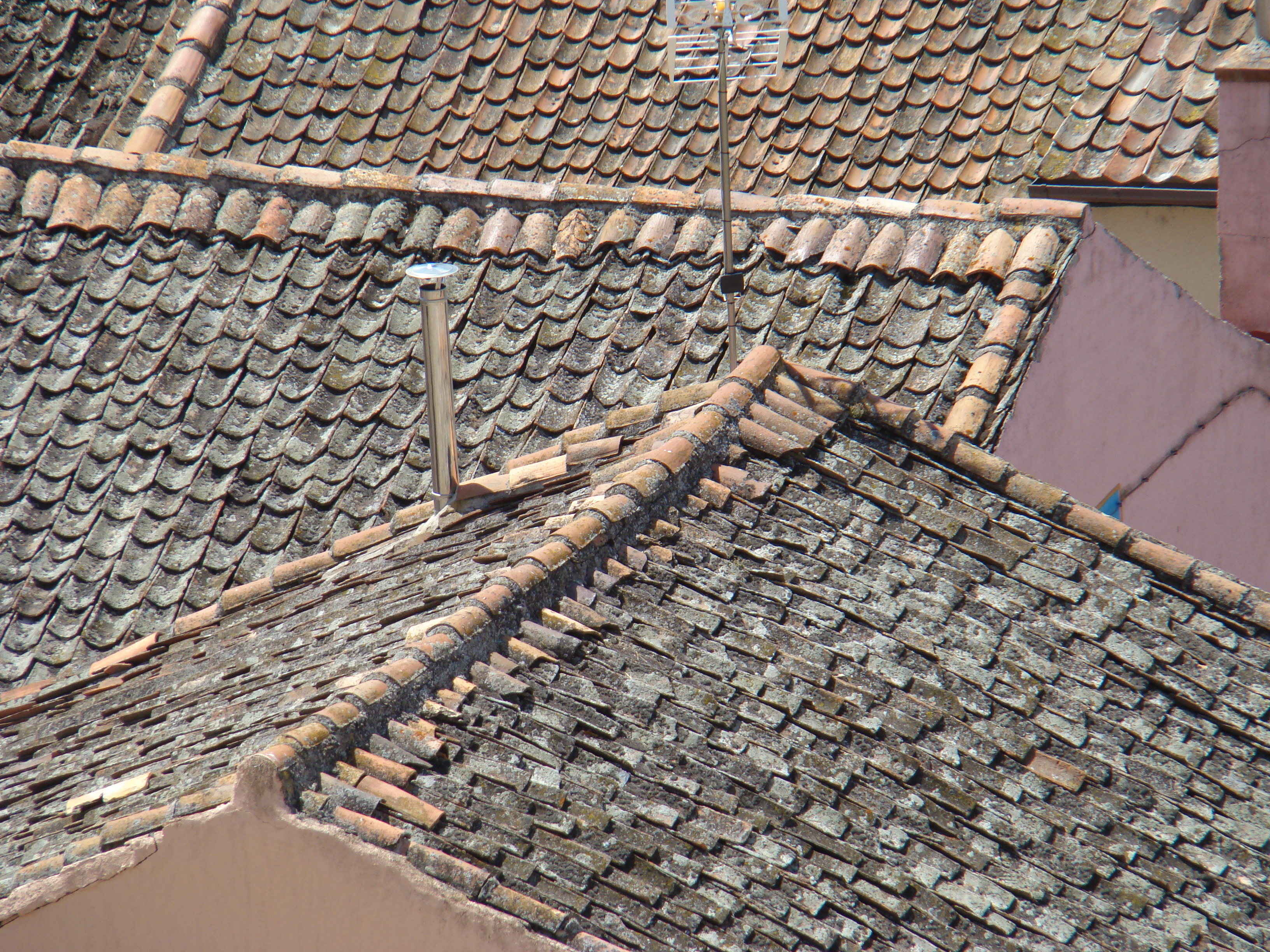
Vista de varios tejados en el municipio de Turégano, con las cubiertas dispuestas a la segoviana.

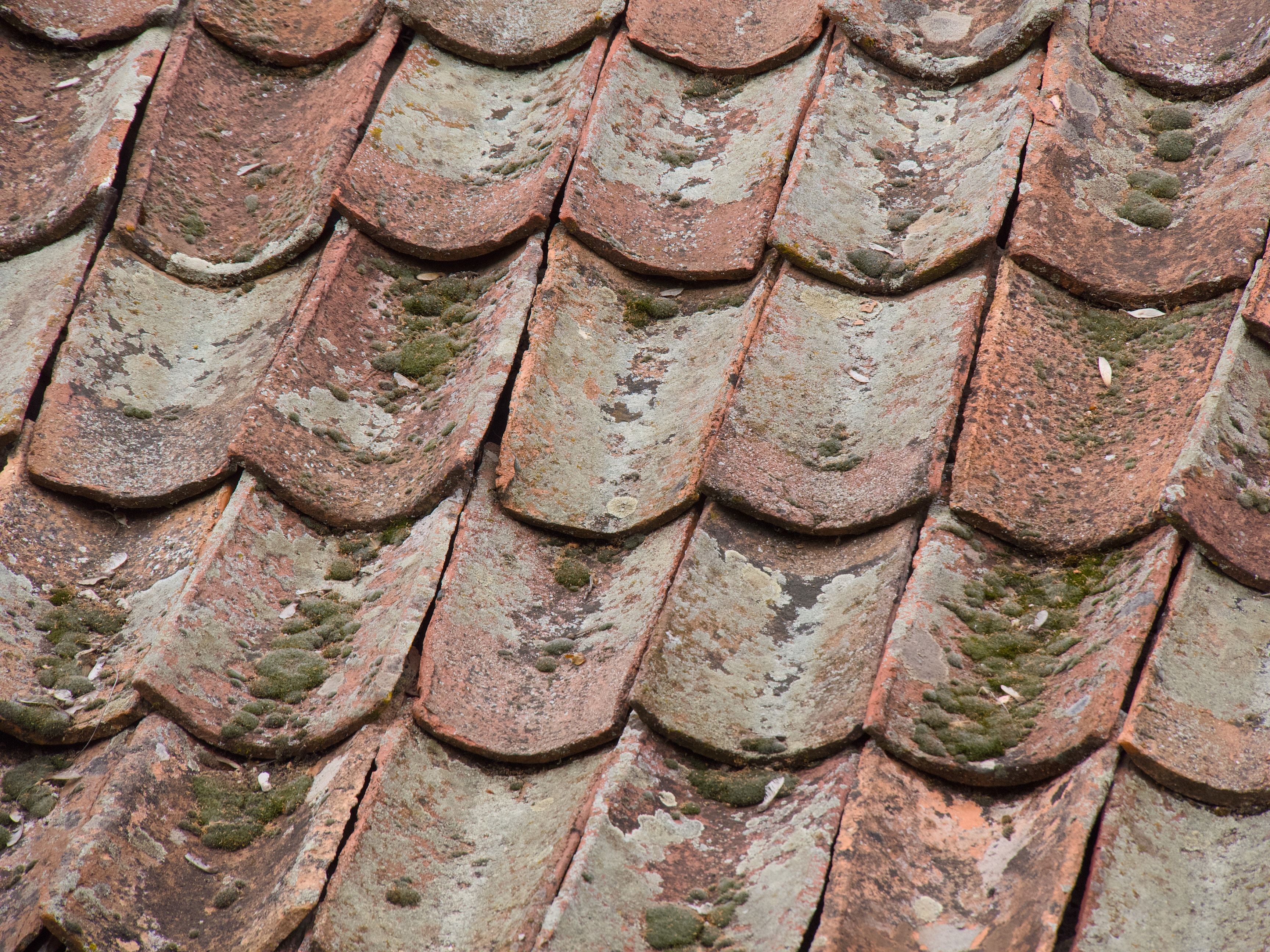
Se aprecia la alternancia de canales con tejas de parte más ancha hacia arriba y hacia abajo.

La teja a la segoviana (denominada en algunas zonas como teja a canal o a torta y lomo) es una manera tradicional de colocar las tejas sobre las cubiertas de edificios. Se trata de una forma de construcción típica de la provincia de Segovia, aunque no es exclusiva de ésta, pues también se da en parte de las de Ávila, Valladolid, Palencia, Soria y el sur de la provincia de Burgos hasta el valle del Esgueva.
Consiste en colocar únicamente las piezas canales (las de abajo), recibidas sobre un lecho de barro que permite la dilatación e impermeabiliza las juntas, sin necesidad de piezas cobija (las de arriba), excepto en los aleros, las cumbreras o parhileras y otros puntos significativos en los que se pone como refuerzo.
Este método supone un considerable ahorro de material, pues se usan la mitad de piezas, y es posible debido a la forma curvo-trapezoidal de las tejas que se utilizan. Con esta particularidad, se disponen en hileras alternando una con el lado ancho de las piezas y otra con el estrecho, quedando encajadas a modo de escamas.
La acepción de a torta y lomo designa el tipo de tejado en el que las piezas se asientan con mortero, rellenando con éste los huecos.